# 過去のジュニアアイドル一覧
過去のジュニアアイドル一覧（かこのジュニアアイドルいちらん）は、かつて（中学生以下のときに）ジュニアアイドルとして活動していた女性の一覧である。
現在の中学生（15歳）以下のジュニアアイドルはジュニアアイドル一覧に記載する。
男子のジュニアアイドルについては、子役、グラビアアイドル一覧など、関連項目の各一覧を参照。

## 凡例
- ジュニアアイドルのうち、写真集の撮影などを主とする事務所所属の者などについては、所属事務所を生年月日の後に記した。
- ★は現時点[いつ?]で芸能活動を休止しているか、既に引退している者。

## 1988年4月2日 - 1989年4月1日生
- 中田あすみ：（1988年4月5日 クレヨン → ファイブ☆エイト → オスカープロモーション）
- ★松井友里絵：（1988年4月6日 スペースクラフト - 2011年4月活動休止）
- 杏野はるな：（1988年4月9日 東京図鑑エンタテインメント → EGG CORE）
- ★今井春奈：（1988年4月15日 ATプロダクション - 活動休止）
- 有紗（ダーブロウ有紗）：（1988年4月16日 ジュネス → デザイア → アドヴァンスプロダクション → ジュネス）
- 近藤好美：（1988年5月19日 スペースクラフト）
- 山川紗弥：（1988年5月28日 オスカー）
- ★森脇ゆか：（1988年6月5日 ウイントアーツ - 活動休止）
- 吉田早希：（1988年6月7日 ルノンプロモーション）
- 新垣結衣：（1988年6月11日 レプロ）
- 石田未来：（1988年6月15日 レプロ → フォーム）
- 中島唯：（1988年7月4日 オスカー）
- 渋谷飛鳥：（1988年7月13日 オスカー）
- ★佐久間信子：（1988年7月16日　バーディ企画 - 2010年芸能界引退）
- 藤岡みなみ：（1988年8月9日 サンミュージックプロダクション）
- 友稀サナ：（1988年8月10日 ブレンデン → プラチナムプロダクション）
- 佐津川愛美：（1988年8月20日 ホリプロ）
- 中村静香：（1988年9月9日 プチドル隊 → オスカー）
- 長谷川静香：（1988年9月16日 スペースクラフト）
- 近野成美：（1988年9月18日）
- 大本彩乃：（1988年9月20日 アミューズ（Perfume））
- 斉藤麻衣：（1988年10月7日 成プロ）
- 藤原ひとみ：（1988年10月12日 ファイブ☆エイト → スターダストプロモーション）
- 大島優子：（1988年10月17日 オフィスフォーティエイト → 太田プロダクション）
- 新垣里沙：（1988年10月20日 アップフロントプロモーション → ジェイピィールーム）
- ★杉林沙織：（1988年11月14日 エイベックス・エンタテインメント - 2007年3月活動休止）
- 井上優里菜：（1988年11月30日 テアトルアカデミー）
- 松山まみ：（1988年12月19日 アバンギャルド → プロマージュ → アートプロダクション）
- 樫野有香：（1988年12月23日 アミューズ（Perfume））
- ★亀井絵里：（1988年12月23日 アップフロントプロモーション - 2010年12月活動休止）
- 能登有沙：（1988年12月26日 アップフロントプロモーション → スタイルキューブ）
- 森田彩華：（1988年12月26日 Sugar&Spice → オスカー）
- 内藤理沙：（1989年1月10日 オスカー）
- 寺門仁美：（1989年1月24日 フィットワン → アップフロントトレンド → スタイルキューブ）
- 渡辺舞：（1989年1月25日 フロム・ファースト → ワンエイト → テアトルアカデミー → パール）
- 西脇綾香：（1989年2月15日 アミューズ（Perfume））
- 花澤香菜：（1989年2月25日 ビッグアップル → ファイブ☆エイト → スマイルモンキー → 大沢事務所）
- 工藤晴香：（1989年3月16日 トップコート → シグマ・セブンe）
- ★松本華奈：（1989年3月18日 藤賀事務所 - 活動休止）
- 橋本彩：（1989年3月21日 アップヒル → ザ・ワン）
- 吉田有希：（1989年3月29日 スペースクラフト）

## 1989年4月2日 - 1990年4月1日生
- 岩井七世：（1989年4月23日 イトーカンパニー）
- 久保ユリカ：（1989年5月19日 レプロ → スパークス → JMO）
- 浅田美穂：（1989年6月2日 タンバリンアーティスツ → モデルエージェンシーAge）
- ★矢口聖来：（1989年6月29日 ベリーベリー - 活動休止）
- 虎南有香：（1989年7月10日 ディスカバリー・エンターテインメント）
- ★義家ゆりか：（1989年7月12日 フォース・エージェント - 活動休止）
- 道重さゆみ：（1989年7月13日 アップフロントプロモーション）
- 黒川智花：（1989年8月1日 研音）
- 河村唯：（1989年8月5日 コニー → プロダクション尾木）
- ★永岡真実：（1989年8月16日 ウィルコーポレーション → アミューズ - 2010年3月活動休止）
- 松本玲奈：（1989年8月17日 スイートルーム → レプロ）
- ★桐村萌絵：（1989年9月13日 スタジアムプロモーション - 2006年12月引退）
- 大浦育子：（1989年9月22日 スペースクラフト）
- にわみきほ：（1989年9月27日 スペースクラフト）
- 上堂薗恭子：（1989年9月30日 ジュリエッタ → プラチナムプロダクション）
- ★斎藤朱莉：（1989年10月30日 オフィスカレント - 活動休止）
- 諸塚香奈実：（1989年11月1日 TNX → アップフロントクリエイト）
- 小見川千明：（1989年11月11日 ヒラタオフィス）
- 田中れいな：（1989年11月11日 アップフロントプロモーション → アップフロントクリエイト）
- ★いずみ唯：（1989年11月14日 ピンキーネット → エクセルヒューマン - 2010年1月引退）
- ★柏静香：（1989年11月28日 あむ・はうす - 活動休止）
- ★中村由季：（1989年12月18日 レモングラス - 活動休止）
- 秋山依里：（1989年12月26日 ABP inc.）
- 高山紗希：（1990年2月18日 オスカー）
- 鈴木梨乃：（1990年3月25日 ファンタイム）

## 1990年4月2日 - 1991年4月1日生
- 三原勇希：（1990年4月4日 先駆舎 → ディスカバリー・エンターテインメント）
- ★秋野結：（1990年4月15日 アクアス - 2007年10月引退）
- 柳英里紗：（1990年4月30日 スペースクラフト → ユマニテ → ジャングル）
- 高井みほ：（1990年5月28日 マーブル）
- 清水芽衣：（1990年6月3日 スペースクラフト）
- 谷村美月：（1990年6月18日 ホリ・エージェンシー）
- 朝木智美：（1990年6月24日 サムライム）
- 松本夏空：（1990年7月2日 レプロ）
- 清浦夏実：（1990年7月4日 オスカー）
- 加藤瑠美：（1990年7月24日 レプロ → シュガープラス）
- 日比野梓（日美野梓）：（1990年7月26日 オフィス福笑→フリー→※2011年より若奈まりえに改名し、劇団四季所属）
- 南結衣：（1990年8月5日 JMO）
- 仲村瑠璃亜：（1990年9月8日 イエローキャブ）
- ★奥谷侑加：（1990年9月13日 Y・M・O - 活動休止）
- 福田沙紀：（1990年9月19日 オスカー）
- 橘美緒：（1990年10月5日 ヴィジョンファクトリー → オフィス北野）
- 末永佳子：（1990年10月12日 スパイラル）
- 野口ちえこ：（1990年10月13日 ブリスクルー）
- 佐藤亜美菜：（1990年10月16日 舞夢プロ → アトリエ・ダンカン → 大沢事務所）
- 彩月貴央：（1990年10月23日 オスカー）
- 吉田茉以：（1990年10月30日 レプロ）
- 鳩谷紗彩：（1990年11月2日 オスカー）
- 仲村智美（仲村ともみ）：（1990年11月10日 ソウルメイト）
- 山岡みどり：（1990年11月25日 レプロ）
- 吉田絢乃：（1990年12月21日 ユニオン）
- 芦田万莉恵：（1990年12月23日 レプロ）
- 坂田彩：（1990年12月26日 イトーカンパニー）
- 関谷愛里紗：（1991年1月6日 J-beans）
- ★奥田佳菜子：（1991年2月5日 セントラル - 活動休止）
- 遠谷比芽子：（1991年2月11日 スペースクラフト → ABP inc.）
- 我妻三輪子：（1991年2月11日 レプロ → スターダスト）
- ★川上早春：（1991年2月12日 スペースクラフト - 2009年3月引退）
- 永瀬麻帆：（1991年2月19日 アーティストボックス）
- 渡辺未優：（1991年2月22日 ウィザード）
- 上原奈美：（1991年2月26日 スターダスト）
- 成田梨紗：（1991年3月1日 オフィスフォーティエイト → AKS → 仙台SOSモデルエージェンシー → イーキャスト → オフィス斬）
- 仲村みう：（1991年3月14日 スタイルエージェンシー → エートップ → 2011年11月に引退 → 2017年6月にMUTEKIからAV女優としてデビュー）
- 北乃きい：（1991年3月15日 フォスタープラス）

## 1991年4月2日 - 1992年4月1日生
- 小池唯：（1991年4月4日 フォースプリングス → スターレイプロダクション）
- 高橋みなみ：（1991年4月8日 オフィスフォーティエイト → プロダクション尾木）
- 真野恵里菜：（1991年4月11日 ジェイピィールーム）
- 小林さり：（1991年4月26日 スタジアムプロモーション → バーニング → アーティストハウス・ピラミッド）
- 大瀬楓：（1991年4月29日 TNX）
- 仙石みなみ：（1991年4月30日  アップフロントプロモーション → アップフロントクリエイト → YU-Mエンターテインメント）
- 沢辺りおん（坂本りおん）：（1991年5月12日 ピー・ビー・ビー → バカラ）
- 菅沼美帆：（1991年5月12日 スターダスト）
- 竹内千尋：（1991年5月14日 スターダスト）
- 小林香菜：（1991年5月17日 オフィスフォーティエイト → プロダクション尾木）
- 梅田えりか：（1991年5月24日 アップフロントプロモーション → イリューム）
- 外岡えりか：（1991年6月11日 ボックスコーポレーション）
- 岡本玲：（1991年6月18日 先駆舎 → エヴァーグリーン）
- 夏帆：（1991年6月30日 スターダスト）
- 板野友美：（1991年7月3日 ホリプロ）
- 倉田みな：（1991年7月4日 タスクオフィス → エメダーナ）
- 藤間ゆかり：（1991年7月9日 ピンキーネット → ローズヒップ）
- 前田敦子：（1991年7月10日 オフィスフォーティエイト → 太田プロダクション）
- 柏木由紀：（1991年7月15日 ワタナベエンターテインメント）
- 増田有華：（1991年8月3日 創立プロダクション → オフィスフォーティエイト）
- ★林清羅：（1991年8月7日 オスカー - 活動休止）
- ★多田瑞穂：（1991年8月25日 ストーリーファクト - 2010年3月引退）
- 松島夢女：（1991年9月5日 オスカー）
- ★しほの涼：（1991年9月7日 タスクオフィス - ※2017年7月のイベントをもって芸能活動を終了したが、オフィシャルブログはその後も更新している）
- ★上奈紗空：（1991年9月22日 アクアス - 2009年9月引退）
- 横山ルリカ：（1991年9月27日 プロダクション尾木）
- 飯田里穂：（1991年10月26日 放映新社）
- ★水城さくら：（1991年11月8日 ファンタスター - 活動休止）
- ★美愛：（1991年11月11日 ソウルメイト - 2007年11月引退）
- 小南千明：（1991年11月15日 スペースクラフト → ストロベリーカンパニー）
- 河西智美：（1991年11月16日 ホリプロ）
- 山口ひかり：（1991年11月20日 アンカー）
- 清水佐紀：（1991年11月22日 アップフロントプロモーション → ジェイピィールーム）
- 下垣真香：（1991年12月15日 レプロ（キャンディミント/9nine））
- 麻亜里：（1992年1月8日 LOOP（キャンディミント） → White Dream）
- ★小林万桜：（1992年1月12日 マーブル → オフィス福笑 - 2012年3月活動休止）
- 杉浦里穂：（1992年2月3日 スペースクラフト）
- 矢島舞美：（1992年2月7日 アップフロントプロモーション → ジェイピィールーム）
- 篠崎愛：（1992年2月26日 マーブル → シャイニングウィル）
- ★小林珠莉：（1992年2月29日 エクシード・ジャパン - 活動休止）
- ★嗣永桃子：（1992年3月6日 アップフロントプロモーション - 2017年6月引退）
- 佐武宇綺：（1992年3月8日 レプロ）
- 悠木碧：（1992年3月27日 セントラル → Breath → プロ・フィット）

## 1992年4月2日 - 1993年4月1日生
- 矢萩春菜：（1992年4月2日 オスカー）
- 山田菜々：（1992年4月3日 アップフロント関西 → KYORAKU吉本.ホールディングス）
- 岸波莉穂：（1992年4月23日 イエローランド）
- 曽田茉莉江：（1992年4月27日 オスカー）
- 吉川友：（1992年5月1日 アップフロントプロモーション → アップフロントクリエイト → YU-Mエンターテインメント）
- ★泉はるか：（1992年5月5日 タスクオフィス - 2007年10月活動休止）
- 宮沢静香：（1992年5月11日 アイント → Claudia）
- 徳永千奈美：（1992年5月22日 アップフロントプロモーション）
- ★村上愛：（1992年6月6日 アップフロントプロモーション - 2006年10月引退）
- 唐沢もえ：（1992年6月19日 ベリーベリー）
- ★菅澤美月：（1992年6月24日 レプロ（キャンディミント））[1]
- ★成田真央：（1992年6月24日 キリンプロ - 活動休止）
- 須藤茉麻：（1992年7月3日 アップフロントプロモーション → ジェイピィールーム）
- ★中井ゆかり：（1992年7月7日 アルファジャパン - 2010年9月引退）
- 久住小春：（1992年7月15日 アップフロントプロモーション → ジェイピィールーム → オスカー）
- 溝口真央：（1992年8月6日 プラチカ → バーニング）
- 彩音ちか：（1992年8月18日 アクアス）
- 成海璃子：（1992年8月18日 セントラル → 研音）
- ★櫻井飛夏：（1992年8月19日 Rule Breaker no Labo → タスクオフィス - 2007年11月活動休止）
- 夏焼雅：（1992年8月25日 アップフロントプロモーション → アップフロントクリエイト）
- ★青木衣沙：（1992年8月28日 アクアス - 2009年11月引退）
- 篠原冴美：（1992年8月29日 オスカー → プラチナム・パスポート）
- 森田涼花：（1992年9月7日 ホリプロ）
- ★奥村夏未：（1992年9月14日 キリンプロ - 活動休止）
- 泉明日香：（1992年9月20日 CPC）
- 西脇彩華：（1992年9月30日 レプロ）
- 橋本愛奈：（1992年10月3日 TNX  → アップフロントクリエイト）
- 秋山ゆりか：（1992年10月19日 TNX  → アップフロントクリエイト - 2015年8月引退）
- ★井口ゆい：（1992年11月13日 アルファ・ジャパンプロモーション → オフィススリーポイント → ASプロダクション - 2011年3月引退）
- 峯岸みなみ：（1992年11月15日 オフィスフォーティエイト → プロダクション尾木）
- ★石村舞波：（1992年11月20日 アップフロントプロモーション - 2005年10月引退）
- 田名部生来：（1992年12月2日 Mousa）
- 三浦萌：（1992年12月16日 レプロ）
- ★光井愛佳：（1993年1月12日 アップフロントプロモーション → ジェイピィールーム - 2018年11月引退）
- ★森部万友佳：（1993年1月18日 スマイルモンキー - 2008年3月活動休止）
- ★赤坂沙絵：（1993年1月22日 アクアス - 2008年3月引退）
- 中村有沙：（1993年1月27日 ファイブ☆エイト → トヨタオフィス）
- ☆竹村桐子：(1993年1月29日、「11歳竹村桐子 スク水オーディション4」などに出演 → 引退時期不明)
- 小池凛：（1993年2月11日 EBA）
- 寺本來可：（1993年2月16日 ヒロセプロジェクト → エヴァーグリーン → アイムエンタープライズ）
- 波多野桃子：（1993年2月19日 スペースクラフト）
- 船岡咲：（1993年3月2日 オスカー）
- 山中真由美：（1993年3月2日 チャームキッズ → チャーム）
- 小川未菜：（1993年3月3日 アルファジャパン → フリー）
- ★藤永あおい：（1993年3月8日 ピンキーネット - 活動休止）
- ★篠原愛実：（1993年3月10日 宝映テレビプロダクション → プロダクション尾木 - 2012年12月引退）
- 岡田ロビン翔子：（1993年3月15日 TNX → アップフロントクリエイト）
- 秋元結衣：（1993年3月17日 スタイルエージェンシー → マーブル → シャイニングイブ）
- 江渡万里彩：（1993年3月17日 松竹芸能）

## 1993年4月2日 - 1994年4月1日生
- 杉村ミレイ：（1993年4月14日 タスクオフィス）
- 橋本柚稀：（1993年4月14日 エメダーナ）
- 近野莉菜：（1993年4月23日 AKS → イトーカンパニー）
- 小野明日香：（1993年4月26日 ZONE → JVC）
- 志田未来：（1993年5月10日 研音）
- 梅本静香：（1993年5月23日 チャームキッズ → ストライク → エヴォルト）
- 後藤夕貴：（1993年6月12日 TNX → アップフロントクリエイト）
- 栞菜：（1993年6月15日 アップフロントプロモーション → BLUE ROSE）
- 前田希美：（1993年6月16日 タンバリンアーティスツ）
- 中塚智実：（1993年6月18日 ドレスコード）
- ★岡田怜子：（1993年6月19日 スペースクラフト - 2011年4月活動休止）
- 高城れに：（1993年6月21日 スターダスト）
- 川島麻利：（1993年6月22日 いちにのさん → ハーツエージェント → エヴァーグリーン）
- 長野レイナ：（1993年6月26日 GMB）
- 小川真奈：（1993年7月2日 スペースクラフト）
- ★カレン：（1993年7月3日 ムーン・ザ・チャイルド → TNX → サンミュージック - 2015年12月活動休止）
- ★大川藍：（1993年7月17日 レプロ）
- 桜井ひかり：（1993年7月17日 ジョビィキッズ → スウィートパワー → フライングボックス）
- 藍谷莉穂：（1993年7月27日 エートップ）
- 宮崎美穂：（1993年7月30日 ホリプロ）
- 熊井友理奈：（1993年8月3日 アップフロントプロモーション → ジェイピィールーム）
- 石原夏織：（1993年8月6日 アップフロントトレンド → スタイルキューブ→シグマ・セブンe）
- 成瀬理沙：（1993年8月13日 AKS → エムズ・ファクトリー）
- 山下菜々子：（1993年8月21日 ピースモア → シャイニングイブ → マグニファイ）
- 桐原真奈：（1993年9月3日 ノーメイク）
- 小池里奈：（1993年9月3日 ベリーベリー）
- 福見真紀：（1993年9月18日 舞夢プロ）
- 菅野莉央：（1993年9月25日 アミューズ）
- 浅田ひとみ：（1993年9月28日 タスクオフィス）
- 水沢奈子：（1993年10月1日 フォスター）
- 上原真央：（1993年10月8日 ポセイドンエンタテインメント → フィノリア）
- ★城生綾菜：（1993年10月8日 ベストワンプロ - 2016年活動休止）
- 美華：（1993年10月11日 元ヴィズミック）
- ★藤松祥子：（1993年10月12日 ベリーベリー - 2009年3月活動休止）
- 大場はるか：（1993年10月14日 チャームキッズ → ストライク）
- 紗綾：（1993年11月15日 エルクハート → エースデュース）
- 伊藤麻衣：（1993年11月16日 ブルーシャトル）
- 橋本甜歌：（1993年11月19日 ホリプロ・インプルーブメント・アカデミー → ツインプラネット）
- ★佐藤すみれ：（1993年11月20日 ホリプロ）
- ★小野恵令奈：（1993年11月26日 オフィスフォーティエイト → 太田プロダクション → レプロ）
- 芦田実沙寿：（1993年11月29日 スターダスト）
- 北原沙弥香：（1993年11月29日 アップフロントプロモーション → タイトプロ）
- 石田晴香：（1993年12月2日 ホリプロ）
- 保田真愛：（1993年12月13日 オスカー）
- 和川未優：（1993年12月19日 ホット・オフィス）
- 西内まりや：（1993年12月24日 ヴィジョンファクトリー）
- 武井咲：（1993年12月25日 オスカー）
- 内田眞由美：（1993年12月27日 AKS → Mousa）
- 新川優愛：（1993年12月28日 劇団東俳）
- 増田怜奈：（1994年1月14日 キリンプロ）
- 岡安麗奈：（1994年1月15日 オスカー → オフィス エスコート）
- 真奈：（1994年1月16日 マーブル）
- 神崎美優：（1994年1月20日 ベストワンプロ）
- 藤沢玲花：（1994年1月20日 ベリーベリー → ジェイライブ）
- 藤江れいな：（1994年2月1日 イトーカンパニー）
- 伊倉愛美：（1994年2月4日 スターダスト）
- 中島早貴：（1994年2月5日 アップフロントプロモーション → ジェイピィールーム）
- 増山加弥乃：（1994年2月5日 オフィスフォーティエイト → パーフィット）
- 川島海荷：（1994年3月3日 レプロ）
- ★渡辺麻友：（1994年3月26日 プロダクション尾木）

## 1994年4月2日 - 1995年4月1日生
- ★菅谷梨沙子：（1994年4月4日 アップフロントプロモーション - 2015年3月活動休止）
- 鈴木愛理：（1994年4月12日 アップフロントプロモーション → アップフロントクリエイト）
- エリー（渡邊エリー）：（1994年4月13日 レプロ）
- 朝日奈央：（1994年4月21日 ヴィジョンファクトリー）
- 藤白すみれ：（1994年5月8日 スターダスト）
- ★一木有海：（1994年5月25日 レプロ）
- 三花愛良：（1994年5月30日 ポセイドンエンタテインメント）
- 片岡涼乃：（1994年6月11日 セントラル → レプロ）
- 日高里菜：（1994年6月15日 テアトルアカデミー → ATプロダクション→大沢事務所）
- 飯島夏美：（1994年6月16日 ベリーベリー）
- 鮎川穂乃果：（1994年6月20日 ポセイドンエンタテインメント → パワーギャング）
- ★岡井千聖：（1994年6月21日 アップフロントプロモーション → ジェイピィールーム）
- 百田夏菜子：（1994年7月12日 スターダスト）
- Yuuna：（1994年7月12日 エンジェルプロダクション）
- 木内梨生奈：（1994年7月26日 エイベックス・マネジメント）
- 和田彩花：（1994年8月1日 アップフロントプロモーション）
- 福田麻由子：（1994年8月4日 スペースクラフト → フラーム）
- 片瀬桃：（1994年8月6日 ベストワンプロ）
- 柏幸奈：（1994年8月12日 スターダスト）
- 菅谷美穂：（1994年8月13日 インフィニティプラス）
- 高田里穂：（1994年8月16日 ニューカム）
- 南彩乃：（1994年8月27日 ルージュ）
- 福地亜紗美：（1994年9月6日 ファイブ☆エイト）
- 静実芽：（1994年9月23日 アルファ・ジャパンプロモーション）
- 萩野伶菜：（1994年9月24日 フラッグスファイブ → U-SPEC）
- 長野せりな：（1994年9月29日 ファイブ☆エイト → ストレイドッグ → ボックスコーポレーション）
- 清野菜名：（1994年10月14日 タンバリンアーティスツ）
- 星野真梨亜：（1994年10月19日 スリーポイント）
- 山崎佑奈（山口えり）：（1994年10月19日 ポセイドンエンタテインメント → ファンタスター）
- 飯窪春菜：（1994年11月7日 ハーツエージェント → フォスター → アップフロントプロモーション →  ジェイピィールーム）
- 清水富美加（1994年12月2日 レプロ）
- 多田愛佳：（1994年12月8日 プロダクション尾木）
- 高岡未來：（1994年12月10日 ポセイドンエンタテインメント）
- 広瀬アリス：（1994年12月11日 フォスター）
- 相川結：（1994年12月16日 サンミュージックプロダクション）
- 村崎真彩：（1994年12月20日 サンミュージックブレーン）
- 夢本エレナ：（1994年12月20日 ポセイドンエンタテインメント→※現在はMARIA-E名義でASCHE所属）
- 志村玲那：（1994年12月28日 Sugar&Spice）
- ★前田憂佳：（1994年12月28日 アップフロントプロモーション - 2011年12月引退）
- 長谷川にか：（1994年12月29日 ポセイドンエンタテインメント）
- ★山中知恵：（1995年1月16日 チャームキッズ → チャーム - 2014年3月31日卒業）
- 土屋太鳳：（1995年2月3日 ソニー・ミュージックアーティスツ）
- 川口春奈：（1995年2月10日 研音）
- ★小池彩夢（彩夢）：（1995年2月13日 劇団ひまわり → オフィスジュニア → ソニー・ミュージックアーティスツ - 2013年8月引退）
- ★藤本七海：（1995年2月27日 スターダスト）
- 荒井萌：（1995年3月3日 フォスター）
- 細川藍：（1995年3月5日 Sugar&Spice）
- 福田花音：（1995年3月12日 アップフロントプロモーション）
- 有安杏果：（1995年3月15日 スターダスト）
- 瑛茉ジャスミン：（1995年3月16日 ジョビィキッズ）
- 早見あかり：（1995年3月17日 スターダスト）
- 大多和莉里亜：（1995年3月31日 キリンプロ）

## 1995年4月2日 - 1996年4月1日生
- 斉藤晶：（1995年4月19日 サンミュージックブレーン）
- ★木咲樹音：（1995年4月28日 スターダスト）
- 前田亜美：（1995年6月1日 フロスツゥー）
- 安西かな：（1995年6月3日 タスクオフィス）
- 玉井詩織：（1995年6月4日 スターダスト）
- 佐保明梨：（1995年6月8日  → アップフロントクリエイト → YU-Mエンターテインメント）
- 金子栞：（1995年6月13日 ピタゴラス・プロモーション → AKS）
- 佐々木舞：（1995年6月24日 ホット・オフィス）
- 杏なつみ：（1995年7月19日 ワナップ）
- 小倉唯：（1995年8月15日 劇団東俳 → アップフロントトレンド → スタイルキューブ → シグマ・セブンe → シグマ・セブン → ジャスト・プロ）
- ★月嶋ルナ：（1995年8月24日 ジュネス企画 → チャームキッズ - 活動休止）
- 神元結莉：（1995年8月28日 レプロ）
- 鈴木理子：（1995年9月1日 ホリプロ）
- 細田羅夢：（1995年9月5日 エイベックス・エンタテインメント）
- ★小代優華：（1995年9月10日 J-beans）
- 葉月あい：（1995年9月22日 SRプロモーション）
- 門脇佳奈子：（1995年10月24日 KYORAKU吉本.ホールディングス）
- 久保結季：（1995年10月31日 セントラル）
- 百川晴香：（1995年11月1日 シャイニングウィル）※初期は渡辺晴香名義
- ★奥真奈美：（1995年11月22日 オフィスフォーティエイト - 活動休止）
- るいか：（1996年1月5日 エンジェルプロダクション）
- miyu：（1996年1月10日 エンジェルプロダクション）
- 町田有沙：（1996年1月10日 プロダクションリアライズ）
- 西永彩奈：（1996年1月18日 メディアケード）
- 海老澤月那：（1996年1月21日 タンバリンアーティスツ）
- ★上杉まゆみ：（1996年1月26日 チャームキッズ、チャーム、ストライク - 2014年3月活動休止）
- 加藤美月：（1996年1月26日 J-beans）
- ★萩原舞：（1996年2月7日 アップフロントプロモーション - 2017年6月引退）
- 佐々木舞：（1996年2月9日 ジュネス企画）
- 木﨑ゆりあ：（1996年2月11日 ピタゴラス・プロモーション → AKS）
- 前田美里（矢埜愛茉）：（1996年2月13日 エヌウィード → ファーストライン（AppleTale））
- 高木李湖：（1996年2月22日 LOOP）
- 原風佳：（1996年2月22日 セントラル → オスカープロモーション）

## 1996年4月2日 - 1997年4月1日生
- ★高良光莉：（1996年4月2日 ホリプロ）
- 桃瀬なつみ：（1996年4月4日 ポセイドンエンタテインメント）
- 相川聖奈：（1996年4月10日 劇団フジ）
- 若林倫香：（1996年4月23日 ピタゴラス・プロモーション → AKS）
- 武藤彩未：（1996年4月29日 アミューズ（可憐Girl's/さくら学院））
- 向田茉夏：（1996年5月10日 ピタゴラス・プロモーション → AKS）
- 前田彩里：（1996年5月7日 アップフロントプロモーション → カンドウ）
- 石田安奈：（1996年5月27日 ピタゴラス・プロモーション → AKS）
- 井上理香子：（1996年5月29日 ライジングプロダクション）
- 美咲あい：（1996年6月1日 ネクストワン）
- 佐々木彩夏：（1996年6月11日 スターダスト）
- 関根梓：（1996年6月14日 アップフロントプロモーション → アップフロントクリエイト → YU-Mエンターテインメント（アップアップガールズ（仮））
- 三吉彩花：（1996年6月18日 Sugar&Spice → アミューズ（さくら学院））
- 山邊未夢：（1996年6月24日[2] エイベックス・マネジメント（東京女子流））
- 笠井恵利香：（1996年6月25日 ジュネス企画）
- 工藤綾乃：（1996年7月10日 オスカープロモーション）
- 芹沢南：（1996年7月16日 ポセイドンエンタテインメント）
- 泉はる:（1996年7月17日 チャームキッズ → ストライク）
- 加藤ジーナ：（1996年7月18日 ジュネス企画 - 2011年9月活動休止）
- 倉田瑠夏：（1996年8月4日 エイベックス・マネジメント）
- 石田佳蓮：（1996年8月6日 エイベックス・エンタテインメント → ボックスコーポレーション）
- 坂野真弥：（1996年8月22日 キリンプロ）
- 西野小春：（1996年8月24日 いもうとシスターズ → チャーム）
- 川上桃子：（1996年9月8日 スターダストプロモーション → ホリプロ）
- 兒玉遥：（1996年9月19日 AKS（HKT48/AKB48））
- 島ゆいか：（1996年9月20日 アミューズ（可憐Girl's））
- ★重本ことり：（1996年10月5日 エイベックス（Dream5）→ 株式会社GOLD - 2019年3月引退）
- 赤沼夢羅：（1996年10月11日 ジュピター）
- 門脇佳奈子：（1996年10月24日 KYORAKU吉本.ホールディングス）
- 譜久村聖：（1996年10月30日 アップフロントプロモーション（モーニング娘。））
- 真野しずく：（1996年11月13日 バーサス）
- ★橋口恵莉奈：（1996年11月18日 スペースクラフト - 2010年7月活動休止）
- ★小川紗季：（1996年11月18日 アップフロントプロモーション（スマイレージ） - 2011年8月引退）
- ★勝呂玲羅：（1996年11月21日 プラチカ）
- 藤波心：（1996年11月22日 エミュー）
- 愛永：（1996年11月25日 ワナップ）
- ★井之上史織：（1996年11月26日 エヴァーグリーン・エンタテイメント - 2015年4月に引退を宣言）
- 野澤沙羅：（1996年11月30日 ワナップ）
- 松山友紀奈：（1996年12月1日 チャームキッズ → エヴォルト）
- 河西莉子：（1996年12月9日 スカイアクターズ東京）
- 美山加恋：（1996年12月12日 劇団東俳 → ホリプロ）
- 真山りか：（1996年12月16日 スターダストプロモーション（私立恵比寿中学））
- 松井愛莉：（1996年12月26日 アミューズ（さくら学院））
- 橋本楓：（1997年1月21日 ビスケットエンターティメント）
- メロディー・チューバック：（1997年1月29日  ラティナ → ディスカバリー・エンタテイメント）
- 木内杏子︰（1997年2月6日 ブレイクスループロモーション）
- ★藤津摩衣：（1997年2月22日 セントラル - 活動休止）
- 近藤里奈：（1997年2月23日 KYORAKU吉本.ホールディングス）
- 松井珠理奈：（1997年3月8日 ピタゴラス・プロモーション → AKS → アービング（SKE48））
- 高橋胡桃：（1997年3月27日 ビスケットエンターティメント）

## 1997年4月2日 - 1998年4月1日生
- 後藤翼ジェニー：（1997年4月9日、サンミュージックブレーン）
- 高木紗友希：（1997年4月21日、アップフロントプロモーション（Juice=Juice））
- 小松美月：（1997年5月2日、ジャパン・ミュージックエンターテインメント）
- 中西香菜：（1997年6月4日、アップフロントプロモーション（アンジュルム））
- 一色海鈴：（1997年6月13日、オフィス福笑）
- 藍：（1997年6月20日、エンジェルプロ）
- 中江友梨：（1997年6月28日[2]、エイベックス・マネジメント（東京女子流））
- 森下真依：（1997年6月30日）
- ★金子りえ：（1997年7月1日、アップフロントプロモーション - 2014年5月14日活動終了）
- 庄司芽生：（1997年7月2日[2]、エイベックス・マネジメント（東京女子流））
- 生田衣梨奈：（1997年7月7日、アップフロントプロモーション（モーニング娘。））
- 加藤玲奈：（1997年7月10日、Mama&Son（AKB48））
- 杏野なつ：（1997年7月12日、スターダストプロモーション（みにちあ☆ベアーズ/私立恵比寿中学）
- 大橋優花： （1997年7月13日、ポセイドンエンターテイメント）
- ★田中絵里花：（1997年7月15日、プロダクションノータイトル）
- 森保まどか：（1997年7月26日、AKS）
- アヤカ・ウィルソン：（1997年8月3日）
- ★椎名もも：（1997年8月6日、チャームキッズ → チャーム、ストライクプロダクション※エイジアプロモーションと業務提携）
- 高月彩良：（1997年8月10日、スウィートパワー（bump.y））
- 木本花音：（1997年8月11日、ピタゴラス・プロモーション(SKE48)）
- 香坂まや：（1997年8月25日)
- 日向ななみ（旧芸名：山内菜々）：（1997年9月9日）
- 森迫永依：（1997年9月11日、太田プロ）
- りな：（1997年9月21日、エンジェルプロ）
- 高橋朱里：（1997年10月3日 AKS）
- 清水萌々子：（1997年10月9日）
- 持田千妃来：（1997年10月12日、スペースクラフト、キャナァーリ倶楽部）
- 山本舞香： （1997年10月13日、Biz）
- 白間美瑠：（1997年10月14日、KYORAKU吉本.ホールディングス(NMB48)）
- ★葵果子：（1997年10月22日、サンアイズ）
- 菊池麻里：（1997年10月28日、プロダクションリアライズ）
- 星名美怜：（1997年11月2日、スターダストプロモーション（私立恵比寿中学））
- 野元空：（1997年11月9日 ライジングプロダクション）
- 新井愛瞳：（1997年11月19日、アップフロントプロモーション → アップフロントクリエイト → YU-Mエンターテインメント（アップアップガールズ（仮））
- 前島亜美：（1997年11月22日、エイベックス・マネジメント（SUPER☆GiRLS））
- 沢木ルカ：（1997年11月23日）
- 竹内朱莉：（1997年11月23日、アップフロントプロモーション（アンジュルム））
- 戎怜菜：（1997年12月2日、劇団ひまわり）
- ゆうみ：（1997年12月11日、エンジェルプロ）
- ★小西彩乃：（1997年12月15日[2]、エイベックス・マネジメント（東京女子流））
- 伊藤萌々香：（1997年12月15日 ライジングプロダクション）
- 閑野有紀：（1997年12月16日、ベストワン)
- 中元すず香：（1997年12月20日、アミューズ（可憐Girl's/さくら学院/BABYMETAL））
- 佐藤未来：（1998年1月1日）
- 上原れな：（1998年1月19日、ハーツエージェント → チャームキッズ - 活動休止）
- 水波メイカ:(1998年1月25日)
- 向井地美音：（1998年1月29日、セントラル子供タレント → イー・コンセプト → AKS/Mama&Son（AKB48））
- 星野みなみ：（1998年2月6日、乃木坂46合同会社）
- ★松尾瑠璃：（1998年3月6日、J-beans）
- 本間るい：（1998年3月8日）
- 星☆美優：（1998年3月10日）
- 宇野愛海：（1998年3月19日、スターダストプロモーション）
- 宮脇咲良：（1998年3月19日、ナッツプロダクション → AKS（HKT48/AKB48））
- 鈴木裕乃：（1998年3月24日、スターダストプロモーション（私立恵比寿中学））

## 1998年4月2日 - 1999年4月1日生
- 勝田里奈：（1998年4月6日、アップフロントプロモーション（アンジュルム））
- 松本梨菜：（1998年4月7日、セントラル子供タレント）
- 飯田來麗：（1998年4月9日、アミューズ（さくら学院））
- 新井ひとみ：（1998年4月10日[2]、エイベックス・マネジメント（東京女子流））
- 堀内まり菜：（1998年4月29日、アミューズ（さくら学院））
- 林田真尋：（1998年5月7日 ライジングプロダクション）
- 春日彩香：（1998年5月8日、ピーナッツプロモーション）
- 守永七彩： （1998年5月12日、スパイス）
- 朝長美桜：（1998年5月17日、AKS（HKT48/AKB48））
- 與那覇結衣：（1998年5月21日、アイビィーカンパニー）
- 鞘師里保：（1998年5月28日、アップフロントプロモーション（モーニング娘。） → ジャパン・ミュージックエンターテインメント）
- 田尻あやめ：（1998年5月28日、ヴィジョンファクトリー (乙女新党) )
- 空閑琴美：（1998年6月1日、ニチエンプロダクション）
- ★桜あいり：（1998年6月1日、チャームキッズ - 2015年8月3日卒業）
- 後藤聖良：（1998年6月8日、バンビーナ（いもうとシスターズ） ）
- 木下春奈：（1998年6月9日、KYORAKU吉本.ホールディングス（NMB48））
- 新原里彩：（1998年6月11日、マイカンパニー）
- 藤田みりあ：（1998年6月15日 ライジングプロダクション）
- 安本彩花：（1998年6月27日、スターダストプロモーション（みにちあ☆ベアーズ/私立恵比寿中学））
- 葵わかな：（1998年6月30日、スターダストプロモーション（乙女新党）)
- 岡本夏美：（1998年7月1日、エヴァーグリーン・エンタテイメント（おはガールちゅ!ちゅ!ちゅ!））
- ★松野莉奈：（1998年7月16日、スターダストプロモーション（みにちあ☆ベアーズ/私立恵比寿中学））
- 西野花恋：（1998年7月22日、いもうとシスターズ）
- さくらまや：（1998年7月26日、シンエイＶ → さくらまやプロダクション）
- 村重杏奈：（7月29日、AKS（HKT48））
- ★鈴木香音：（1998年8月5日、アップフロントプロモーション（モーニング娘。） - 2016年5月引退）
- 齋藤飛鳥：（1998年8月10日、山王プロダクション → 乃木坂46合同会社）
- 福原遥：（1998年8月28日、NEWSエンターテインメントスクール）
- 日比美思：（1998年9月20日、エイベックス（Dream5））
- ★若田部遥：（1998年9月26日、AKS（HKT48））
- 楠みゆう（佐々木みゆう）：（1998年10月7日、アウトラン4871）
- 河合まゆ（河合真由）：（1998年10月17日、いもうとシスターズ → チャーム）
- 下村実生：（1998年10月22日 ライジングプロダクション）
- 田村芽実：（1998年10月30日、アップフロントプロモーション（アンジュルム） → ビーエムアイ）
- 黒崎レイナ：（1998年11月11日、研音）
- 平祐奈：（1998年11月12日、ピーチ（おはガールちゅ!ちゅ!ちゅ!））
- 泉川実穂：（1998年11月20日、オスカープロモーション（X21））
- 原里杏（牧野りな）：（1998年11月28日、チャームキッズ → エヴォルト）
- 黒宮あや（あや）：（1998年11月28日、バンビーナ（いもうとシスターズ））
- 宮本佳林：（1998年12月1日、アップフロントプロモーション（Juice=Juice））
- 岡田陽菜：（1998年12月10日、アクアス・エンターテインメント）
- ★牧原あゆ：（1998年12月11日、チャームキッズ - 2015年4月1日卒業）
- 佐藤日向：（1998年12月23日、アミューズ（さくら学院））
- 植村あかり：（1998年12月30日、アップフロントプロモーション（Juice=Juice））
- 河野梨花：（1999年1月19日、ホリプロ・インプルーブメント・アカデミー）
- 廣田あいか：（1999年1月30日、スターダストプロモーション（私立恵比寿中学）→ UUUM）
- 橋本環奈：（1999年2月3日、アクティブハカタ → ディスカバリー・ネクスト）
- 松元環季：（1999年2月7日、旧ATプロダクション）
- 七緒らん（葉月らん）：（1999年3月3日、いもうとシスターズ → チャーム）
- 小田さくら：（1999年3月12日、アップフロントプロモーション（モーニング娘。））
- 柏木ひなた：（1999年3月29日、スターダストプロモーション（私立恵比寿中学））

## 1999年4月2日 - 2000年4月1日生
- 優希美青：（4月5日、ホリプロ）
- 佐藤優樹：（5月7日、アップフロントプロモーション（モーニング娘。））
- 小澤奈々花：（5月27日、オスカープロモーション（X21））
- 山口えいみ：（5月29日）
- 紫藤るい：（5月29日、子役時代は流川ゆうり[3]、チャーム）
- ★内山珠希：（6月1日、ボックスコーポレーション（ハコイリ♡ムスメ））
- 佐々木麻緒：（6月1日）
- 水野由結：（6月20日、アミューズ（さくら学院/BABYMETAL））
- 菊地最愛：（7月4日、アミューズ（さくら学院/BABYMETAL））
- 川村文乃：（7月7日、ホライズン・ジャパン・アソシエイツ（はちきんガールズ） → アップフロントプロモーション（アンジュルム））
- 清水ちか：（7月13日、アウトラン4871）
- 荒川ちか：（7月29日、ベリーベリープロダクション(乙女新党)元メンバー ）
- 桜木ひな：（8月27日、ポセイドンエンタテインメント）
- 楢岡のあ：（9月4日、アクアスエンターテインメント）
- 大和田南那：（9月15日、AKS（AKB48）→ エイジアプロモーション）
- 橋本瑠果：（9月25日、ビスケットエンターティメント（アイドリング!!!））
- 大原優乃：（10月8日、エイベックス（Dream5））
- 工藤美桜：（10月8日、PISCA）
- 夢原まひろ：（10月15日、アヴィラ）
- 吉川日菜子：（10月25日、劇団ひまわり（おはガールちゅ!ちゅ!ちゅ!））
- 工藤遥：（10月27日、アップフロントプロモーション（モーニング娘。） →  ジェイピィールーム）
- 星野希：（11月5日、ピーナッツプロモーション）
- 田辺奈菜美：（11月10日、アップフロントプロモーション（ハロプロ研修生） → 東宝芸能（OnePixcel））
- ★野津友那乃：（12月14日、アミューズ（さくら学院））
- 田島芽瑠：（1月7日、AKS（HKT48））
- 近藤あさみ：（2月4日、バンビーナ（いもうとシスターズ））
- 深瀬なな：（2月16日、M.Iproduction）
- 森戸知沙希：（2月19日、スタープロジェクト（CoCoRo学園） → アップフロントプロモーション（カントリー・ガールズ/モーニング娘。））
- 田口華：（3月4日、アミューズ（さくら学院））
- 白木悠吏阿：（3月7日、プロダクションリアライズ）
- 鉄戸美桜：（3月24日、ボックスコーポレーション（ハコイリ♡ムスメ））

## 2000年4月2日 - 2001年4月1日生
- 樋渡結依：（4月30日、からっと☆ → AKS（AKB48））
- 三好杏依：（5月8日、キャロット（おはガールふわわ））
- ★塚本凪沙：（5月16日、ライジングプロダクション（ふわふわ）
- 工藤優：（6月2日、劇団ひまわり）
- ★まりあ：（6月3日、バンビーナ（いもうとシスターズ） - 2013年11月引退）
- 小林歌穂：（6月12日、スターダストプロモーション（私立恵比寿中学））
- 福岡聖菜：（8月1日、AKS（AKB48））
- 杉本愛莉鈴：（8月4日、アミューズ（さくら学院）→ エイジアプロモーション）
- 菅沼もにか：（8月12日、ボックスコーポレーション（ハコイリ♡ムスメ））
- 源結菜：（8月16日、バンビーナ（いもうとシスターズ））
- 寺口夏花：（8月19日、テアトルアカデミー（sora tob sakana））
- 竹内夏紀：（8月25日、Sugar&Spice（つりビット））
- 沖田彩花：（9月3日、WIND）
- 神岡実希：（9月5日、ボックスコーポレーション（ハコイリ♡ムスメ））
- 我妻桃実：（9月13日、ボックスコーポレーション（ハコイリ♡ムスメ））
- 中山莉子：（10月28日、スターダストプロモーション（私立恵比寿中学））
- 倉野尾成美：（11月8日、AKS（AKB48））
- 聞間彩：（11月19日、Sugar&Spice（つりビット））
- 黒宮れい：（11月29日、バンビーナ（いもうとシスターズ））
- 石野瑠見：（12月14日、ピーナッツプロモーション）
- 坂口渚沙：（12月23日、AKS（AKB48））
- 東亜咲花：（1月2日、WIND）
- 牧野真莉愛：（2月2日、アップフロントプロモーション（モーニング娘。））
- ★和田桜子：（3月8日、アップフロントプロモーション（こぶしファクトリー） - 2020年3月引退）
- 井頭愛海：（3月15日、オスカープロモーション（X21））
- 安藤咲桜：（3月23日、Sugar&Spice（つりビット））

## 2001年4月2日 - 2002年4月1日生
- 中野あいみ：（4月7日、ライジングプロダクション（ふわふわ））
- 松崎梨央：（4月21日、ライジングプロダクション（ふわふわ））
- 小西杏優：（4月30日、Sugar&Spice（つりビット））
- 黒澤美澪奈：（5月22日、アミューズ（Ciào Smiles/さくら学院））
- 佐々木莉佳子：（5月28日、SimCity気仙沼（SCK GIRLS） → アップフロントプロモーション（アンジュルム））
- 風間玲マライカ：（9月28日、テアトルアカデミー（sora tob sakana → カリスマめんざいふっ！））
- 矢吹奈子：（6月18日、AKS（HKT48/AKB48））
- 平手友梨奈：（6月25日、ソニー・ミュージックレーベルズ（欅坂46））
- 蒼波純：（6月27日）
- 来生かほ：（6月28日、アクアス・エンターテインメント）
- 井上玲音：（7月17日、アップフロントプロモーション（こぶしファクトリー/Juice=Juice））
- 川鍋朱里：（7月18日、ヴィズミック（おはガールふわわ））
- 其原有沙：（8月24日、スペースクラフトジュニア（乙女新党））
- 田中美久：（9月12日、AKS（HKT48））
- 神﨑風花：（9月28日、テアトルアカデミー（sora tob sakana））
- 香月杏珠：（11月14日、バンビーナ（いもうとシスターズ））
- 小野田紗栞：（12月17日、アップフロントプロモーション（つばきファクトリー））
- 小栗有以：（12月26日、AKS（AKB48））
- 星名はる：（1月6日、アテナ音楽出版）
- ★梁川奈々美：（1月6日、アップフロントプロモーション（カントリー・ガールズ/Juice=Juice） - 2019年3月引退）
- 久川美佳：（1月28日、バンビーナ（いもうとシスターズ））
- 井東紗椰：（2月2日、ホリプロ・インプルーブメント・アカデミー（おはガールふわわ））
- 小関舞：（2月10日、タンバリンアーティスツ → アップフロントプロモーション（カントリー・ガールズ））
- 荒井暖菜：（2月15日、マイカンパニー）
- 倉島颯良：（2月24日、アミューズ（さくら学院））
- 羽賀朱音：（3月7日、アップフロントプロモーション（モーニング娘。））

## 2002年4月2日 - 2003年4月1日生
- 岡田愛：（4月4日、アミューズ（さくら学院））
- 畑芽育：（4月10日、セントラル子供タレント（Pocchimo） → 研音）
- 船木結：（5月10日、アップフロントプロモーション（カントリー・ガールズ/アンジュルム））
- 須田理夏子：（7月20日、ベリーベリープロダクション）
- 秋山眞緒：（7月29日、アップフロントプロモーション（つばきファクトリー））
- 阿部夢梨：（7月29日、エイベックス・マネジメント（SUPER☆GiRLS））
- 山本彩加：（8月6日、Showtitle（NMB48））
- 日向未来：（9月13日、アデッソ（peekaboo））
- 黒川心：（10月2日、テンカラット）
- 清水ひまわり：（11月11日、ボックスコーポレーション（マジカル・パンチライン））
- 山出愛子：（12月1日、アミューズ（さくら学院））
- 石井萌々果：（12月19日、セントラル子供タレント（Pocchimo） → ボックスコーポレーション）
- 杉山優奈：（12月20日、ニチエンプロダクション）
- 佐々木桃華：（2月10日、いもうとシスターズ）
- 岡崎百々子：（3月3日、アミューズ（さくら学院））
- 小山リーナ：（3月4日、ボックスコーポレーション（マジカル・パンチライン）
- 竹下美羽：（3月26日、いもうとシスターズ）

## 2003年4月2日 - 2004年4月1日生
- 高野渚：（2002年、スタジアムプロモーション→吉本興業）
- 岩崎春果：（4月26日、ライジングプロダクション（ふわふわ））
- 磯野光沙：（5月8日、セントラル子供タレント）
- 西田汐里 : （6月7日、アップフロントプロモーション（BEYOOOOONDS））
- 山崎愛：（6月16日、テアトルアカデミー（sora tob sakana））
- 新谷ゆづみ：（7月20日、アミューズ（さくら学院/Ciào Smiles））[4]
- 江口紗耶 : （8月1日、アップフロントプロモーション（BEYOOOOONDS））
- 春日香音：（11月1日、ニチエンプロダクション）
- 麻生真彩：（11月4日、アミューズ（さくら学院））[4]
- 延命杏咲実：（11月15日、NEWSエンターテインメント）
- 宮田くるみ：（12月8日、アミューズ（Ciào Smiles））
- 荒井佑奈: (12月25日、マイカンパニー)
- 伊勢鈴蘭 : （1月19日、アップフロントプロモーション（アンジュルム））

## 2004年4月2日 - 2005年4月1日生
- 本田望結：（6月1日、オスカープロモーション）[5]
- 芦田愛菜：（6月23日、ジョビィキッズプロダクション）
- 藤平華乃：（8月28日、アミューズ（さくら学院））[4]
- 有友緒心：（9月7日、アミューズ（さくら学院））[4]
- 工藤由愛 : （9月28日、アップフロントプロモーション（Juice=Juice））
- 岡村美波 : （10月20日、アップフロントプロモーション（BEYOOOOONDS））
- 森萌々穂：（12月8日、アミューズ（さくら学院））[4]
- 清野桃々姫 : （12月22日、アップフロントプロモーション（BEYOOOOONDS））
- ★信太真妃：（3月7日、セントラル子供タレント（Pocchimo））

## 主なジュニアアイドルのグループ
所属メンバーの年齢構成は千差万別であり、全員が本記事で挙げられた年齢カテゴリに属するとは限らない点に留意する必要がある。
- カバーソング・ドールズ
- 美少女クラブ31 - 2006年12月以降休止
- 可憐Girl's - 2009年3月31日解散
- bump.y（スウィートパワー、ソニー・ミュージックレコーズ） - 2014年6月30日解散
- 乙女新党 - 2016年7月3日解散
- Dream5（エイベックス） - 2016年12月31日活動終了
- Prism☆Box（エイベックス・プランニング&デベロップメント） - 2017年3月31日活動終了
- チャオ ベッラ チンクエッティ（旧名：THE ポッシボー）（NICE GIRL プロジェクト!） - 2018年8月2日解散

## 主なジュニアアイドルの写真集の出版社
- プティアミジャパン
- ぶんか社
- エンジェルプロダクション（有限会社エンプロ）
- 心交社
- 辰巳出版

## 主なジュニアアイドル掲載雑誌
- Hana*chu→
- Sho→Boh ショーボー
- Chu→Boh チューボー
- ピュアピュア
- ピチレモン
- ラブベリー
- memew
- ニコラ

お菓子系アイドルの掲載雑誌についてはお菓子系雑誌一覧を参照。